# 2004年の市町村合併
2004年の市町村合併（2004ねんのしちょうそんがっぺい）では2004年に行われた日本の市町村合併の一覧を載せる。

## 2月
- 2月1日
  - 岐阜県吉城郡古川町+河合村+宮川村+神岡町=飛騨市（新設/市制）
  - 岐阜県本巣郡本巣町+真正町+糸貫町+根尾村=本巣市（新設/市制）

## 3月
- 3月1日
  - 新潟県両津市+佐渡郡相川町+佐和田町+金井町+新穂村+畑野町+真野町+小木町+羽茂町+赤泊村=佐渡市（新設）
  - 石川県河北郡高松町+七塚町+宇ノ気町=かほく市（新設/市制）
  - 福井県坂井郡芦原町+金津町=あわら市（新設/市制）
  - 岐阜県郡上郡八幡町+大和町+白鳥町+高鷲村+美並村+明宝村+和良村=郡上市（新設/市制）
  - 岐阜県益田郡萩原町+小坂町+下呂町+金山町+馬瀬村=下呂市（新設/市制）
  - 広島県高田郡吉田町+八千代町+美土里町+高宮町+甲田町+向原町=安芸高田市（新設/市制）
  - 長崎県下県郡厳原町+美津島町+豊玉町+上県郡峰町+上県町+上対馬町=対馬市（新設/市制）
  - 長崎県壱岐郡郷ノ浦町+勝本町+芦辺町+石田町=壱岐市（新設/市制）
- 3月31日
  - 熊本県天草郡大矢野町+松島町+姫戸町+龍ヶ岳町=上天草市（新設/市制）

## 4月
- 4月1日
  - 新潟県北蒲原郡安田町+京ヶ瀬村+水原町+笹神村=阿賀野市（新設/市制）
  - 長野県北佐久郡北御牧村+小県郡東部町=東御市（新設/市制）
  - 静岡県田方郡修善寺町+土肥町+天城湯ヶ島町+中伊豆町=伊豆市（新設/市制）
  - 静岡県榛原郡御前崎町+小笠郡浜岡町=御前崎市（新設/市制）
  - 京都府中郡峰山町+大宮町+竹野郡網野町+丹後町+弥栄町+熊野郡久美浜町=京丹後市（新設/市制）
  - 兵庫県養父郡八鹿町+養父町+大屋町+関宮町=養父市（新設/市制）
  - 広島県呉市+豊田郡川尻町=呉市（編入）
  - 広島県府中市+甲奴郡上下町=府中市（編入）
  - 広島県三次市+甲奴郡甲奴町+双三郡君田村+布野村+作木村+吉舎町+三良坂町+三和町=三次市（新設）
  - 愛媛県川之江市+伊予三島市+宇摩郡新宮村+土居町=四国中央市（新設）
  - 愛媛県西宇和郡三瓶町+東宇和郡明浜町+宇和町+野村町+城川町=西予市（新設/市制）

## 7月
- 7月1日
  - 青森県三戸郡五戸町+倉石村=三戸郡五戸町（編入）

## 8月
- 8月1日
  - 愛媛県上浮穴郡久万町+面河村+美川村+柳谷村=上浮穴郡久万高原町（新設）
  - 長崎県福江市+南松浦郡富江町+玉之浦町+三井楽町+岐宿町+奈留町=五島市（新設）
  - 長崎県南松浦郡若松町+上五島町+新魚目町+有川町+奈良尾町=南松浦郡新上五島町（新設）

## 9月
- 9月1日
  - 山梨県中巨摩郡竜王町+敷島町+北巨摩郡双葉町=甲斐市（新設/市制）
  - 鳥取県東伯郡東伯町+赤碕町=東伯郡琴浦町（新設）
- 9月13日
  - 山梨県西八代郡下部町+南巨摩郡中富町+身延町=南巨摩郡身延町（新設）
- 9月21日
  - 愛媛県温泉郡重信町+川内町=東温市（新設/市制）

## 10月
- 10月1日
  - 石川県七尾市+鹿島郡田鶴浜町+中島町+能登島町=七尾市（新設）
  - 三重県志摩郡浜島町+大王町+志摩町+阿児町+磯部町=志摩市（新設/市制）
  - 滋賀県甲賀郡水口町+土山町+甲賀町+甲南町+信楽町=甲賀市（新設/市制）
  - 滋賀県野洲郡中主町+野洲町=野洲市（新設/市制）
  - 滋賀県甲賀郡石部町+甲西町=湖南市（新設/市制）
  - 奈良県北葛城郡新庄町+當麻町=葛城市（新設/市制）
  - 和歌山県日高郡南部川村+南部町=日高郡みなべ町（新設）
  - 鳥取県東伯郡羽合町+泊村+東郷町=東伯郡湯梨浜町（新設）
  - 鳥取県西伯郡西伯町+会見町=西伯郡南部町（新設）
  - 島根県安来市+能義郡広瀬町+伯太町=安来市（新設）
  - 島根県江津市+邑智郡桜江町=江津市（編入）
  - 島根県邑智郡邑智町+大和村=邑智郡美郷町（新設）
  - 島根県邑智郡羽須美村+瑞穂町+石見町=邑智郡邑南町（新設）
  - 島根県隠岐郡西郷町+布施村+五箇村+都万村=隠岐郡隠岐の島町（新設）
  - 岡山県高梁市+上房郡有漢町+川上郡成羽町+川上町+備中町=高梁市（新設）
  - 岡山県御津郡加茂川町+上房郡賀陽町=加賀郡（新設）吉備中央町（新設）
  - 広島県山県郡加計町+筒賀村+戸河内町=山県郡安芸太田町（新設）
  - 広島県世羅郡甲山町+世羅町+世羅西町=世羅郡世羅町（新設）
  - 山口県大島郡久賀町+大島町+東和町+橘町=大島郡周防大島町（新設）
  - 徳島県麻植郡鴨島町+川島町+山川町+美郷村=吉野川市（新設/市制）
  - 愛媛県越智郡魚島村+弓削町+生名村+岩城村=越智郡上島町（新設）
  - 愛媛県南宇和郡内海村+御荘町+城辺町+一本松町+西海町=南宇和郡愛南町（新設）
  - 高知県土佐郡本川村+吾川郡伊野町+吾北村=吾川郡いの町（新設）
- 10月4日
  - 山口県光市+熊毛郡大和町=光市（新設）
- 10月12日
  - 山梨県東山梨郡春日居町+東八代郡石和町+御坂町+一宮町+八代町+境川村=笛吹市（新設/市制）
  - 鹿児島県川内市+薩摩郡樋脇町+入来町+東郷町+祁答院町+里村+上甑村+下甑村+鹿島村=薩摩川内市（新設）
- 10月16日
  - 茨城県東茨城郡御前山村+那珂郡大宮町+山方町+美和村+緒川村=常陸大宮市（編入/改称/市制）
- 10月25日
  - 岐阜県恵那市+恵那郡岩村町+山岡町+明智町+串原村+上矢作町=恵那市（新設）

## 11月
- 11月1日
  - 秋田県仙北郡六郷町+千畑町+仙南村=仙北郡美郷町（新設）
  - 福島県会津若松市+北会津郡北会津村=会津若松市（編入）
  - 茨城県日立市+多賀郡十王町=日立市（編入）
  - 新潟県北魚沼郡堀之内町+小出町+湯之谷村+広神村+守門村+入広瀬村=魚沼市（新設/市制）
  - 新潟県南魚沼郡六日町+大和町=南魚沼市（新設/市制）
  - 富山県砺波市+東礪波郡庄川町=砺波市（新設）
  - 富山県東礪波郡城端町+平村+上平村+利賀村+井波町+井口村+福野町+西礪波郡福光町=南砺市（新設/市制）
  - 山梨県北巨摩郡明野村+須玉町+高根町+長坂町+大泉村+白州町+武川村=北杜市（新設/市制）
  - 岐阜県各務原市+羽島郡川島町=各務原市（編入）
  - 三重県上野市+阿山郡伊賀町+島ヶ原村+阿山町+大山田村+名賀郡青山町=伊賀市（新設）
  - 兵庫県氷上郡柏原町+氷上町+青垣町+春日町+山南町+市島町=丹波市（新設/市制）
  - 鳥取県鳥取市+岩美郡国府町+福部村+八頭郡河原町+用瀬町+佐治村+気高郡気高町+鹿野町+青谷町=鳥取市（編入）
  - 島根県益田市+美濃郡美都町+匹見町=益田市（編入）
  - 島根県大原郡大東町+加茂町+木次町+飯石郡三刀屋町+吉田村+掛合町=雲南市（新設/市制）
  - 岡山県邑久郡牛窓町+邑久町+長船町=瀬戸内市（新設/市制）
  - 広島県安芸郡江田島町+佐伯郡能美町+沖美町+大柿町=江田島市（新設/市制）
  - 山口県宇部市+厚狭郡楠町=宇部市（編入）
  - 愛媛県西条市+東予市+周桑郡小松町+丹原町=西条市（新設）
  - 熊本県下益城郡中央町+砥用町=下益城郡美里町（新設）
  - 鹿児島県鹿児島市+鹿児島郡吉田町+桜島町+揖宿郡喜入町+日置郡松元町+郡山町=鹿児島市（編入）
- 11月5日
  - 広島県神石郡油木町+神石町+豊松村+三和町=神石郡神石高原町（新設）

## 12月
- 12月1日
  - 北海道函館市+亀田郡戸井町+恵山町+椴法華村+茅部郡南茅部町=函館市（編入）
  - 茨城県常陸太田市+久慈郡金砂郷町+水府村+里美村=常陸太田市（編入）
- 12月5日
  - 群馬県前橋市+勢多郡大胡町+宮城村+粕川村=前橋市（編入）
- 12月6日
  - 三重県桑名市+桑名郡多度町+長島町=桑名市（新設）